# Jan Stanisław Nikerk
Jan Stanisław Nikerk (ur. 13 grudnia 1918 w Surabai na Jawie, zm. 11 czerwca 2009 w Delfcie) – polski urbanista, urzędnik samorządowy i działacz polonijny, sekretarz generalny PSL i delegat rządu RP na Holandię (1955–1990). 

## Życiorys
Urodził się w mieszanej rodzinie polsko-holenderskiej: matka była Polką z rodziny szlacheckiej z Sejn i nauczycielką francuskiego w USA i Japonii, ojciec Ni(e)kerk, z pochodzenia Holender, pełnił w latach 1926–1932 obowiązki konsula honorowego RP w Indonezji. 
W 1931 osiedlił się w Holandii, gdzie ukończył studia z dziedziny socjogeografii, ekonomii i urbanistyki na Uniwersytecie Amsterdamskim i Politechnice w Delfcie (1952), uzyskując tytuł naukowy doktora, po czym pracował jako urzędnik we władzach miejskich Haarlem, Hadze i Delftu. W latach 1947–1948 zakładał Polskie Towarzystwo Katolickie, był również członkiem i sekretarzem generalnym PSL na emigracji. Działał w Stowarzyszeniu Polskich Kombatantów w Holandii, był sekretarzem jego Zarządu Krajowego. Od 1955 do 1988 pełnił obowiązki delegata rządu RP na Holandię (wyznaczony na tę funkcję przez prezydenta Zaleskiego, a zwolniony w związku z utworzeniem delegatury na Benelux). 
W 1991 przyjął obywatelstwo polskie. Został odznaczony Krzyżem Kawalerskim i Oficerskim (1988) Orderu Odrodzenia Polski.